# Brett Morgen
Brett D. Morgen (Los Angeles, 11 de outubro de 1968) é um diretor e produtor documental e comentarista social americano.

## Vida pessoal
Morgen vive na Península de Rockaway, no Queens, com sua esposa, Debra Eisenstadt e três filhos.

## Filmografia

### Filmes de longa-metragem
- Ollie's Army (1996)
- On the Ropes (1999)
- The Kid Stays in the Picture (2002)
- The Sweet Science (2003)
- Chicago 10 (2007)
- Truth in Motion (2010)
- June 17th, 1994 (2010)
- Crossfire Hurricane (2012)
- Kurt Cobain: Montage of Heck (2015)
- Jane (2017)
- Moonage Daydream (2022)

### Séries de televisão
- On Tour (1997)
- Say It Loud (2001)
- "Nimrod Nation" (2007) Won Peabody Award (2008)
- Runaways (2017), dirigiu o episódio piloto: "Reunion"